# 빈강

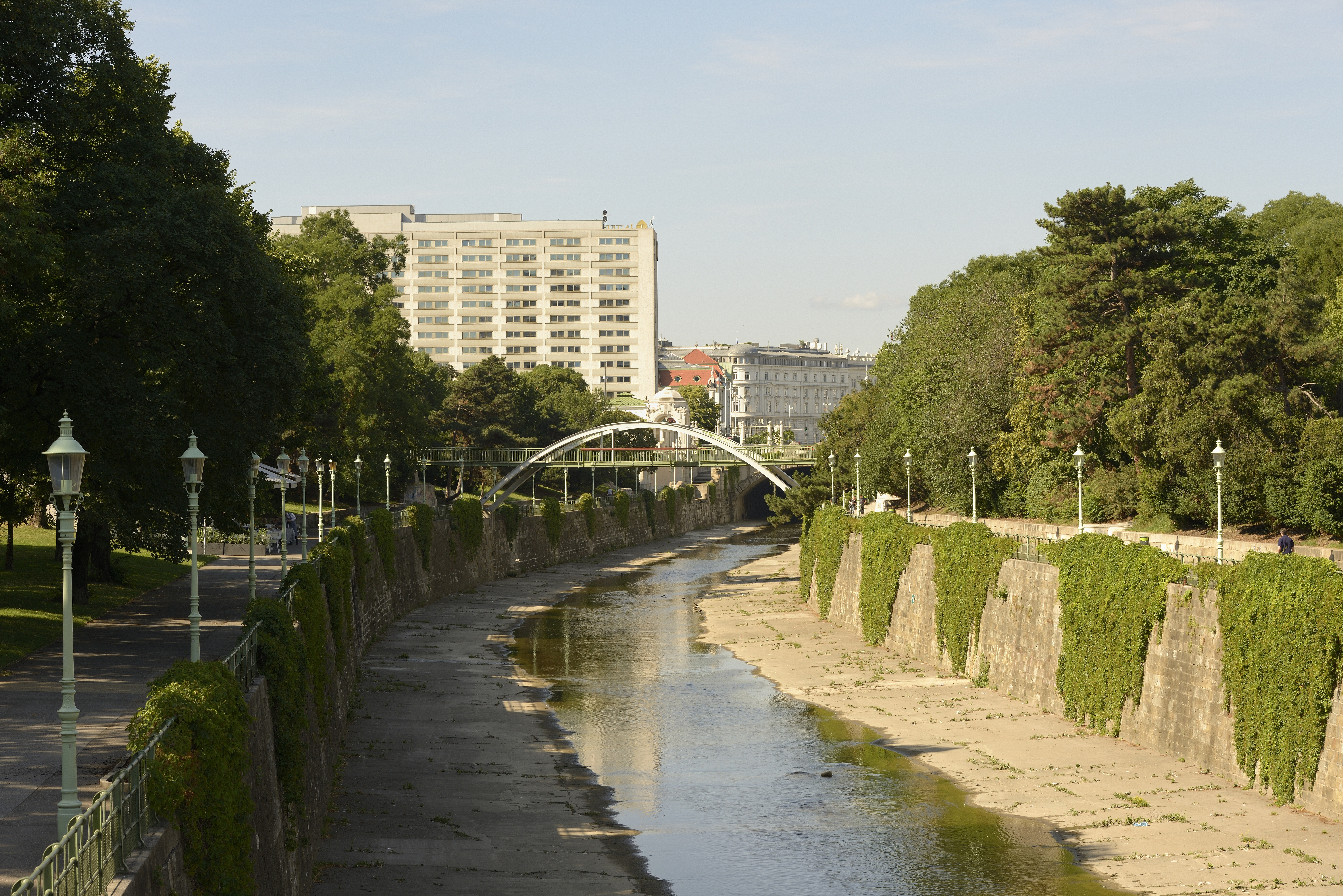
슈타트 공원의 빈강

빈강(독일어: Wien)은 오스트리아 빈을 흐르는 강이다.

## 갤러리

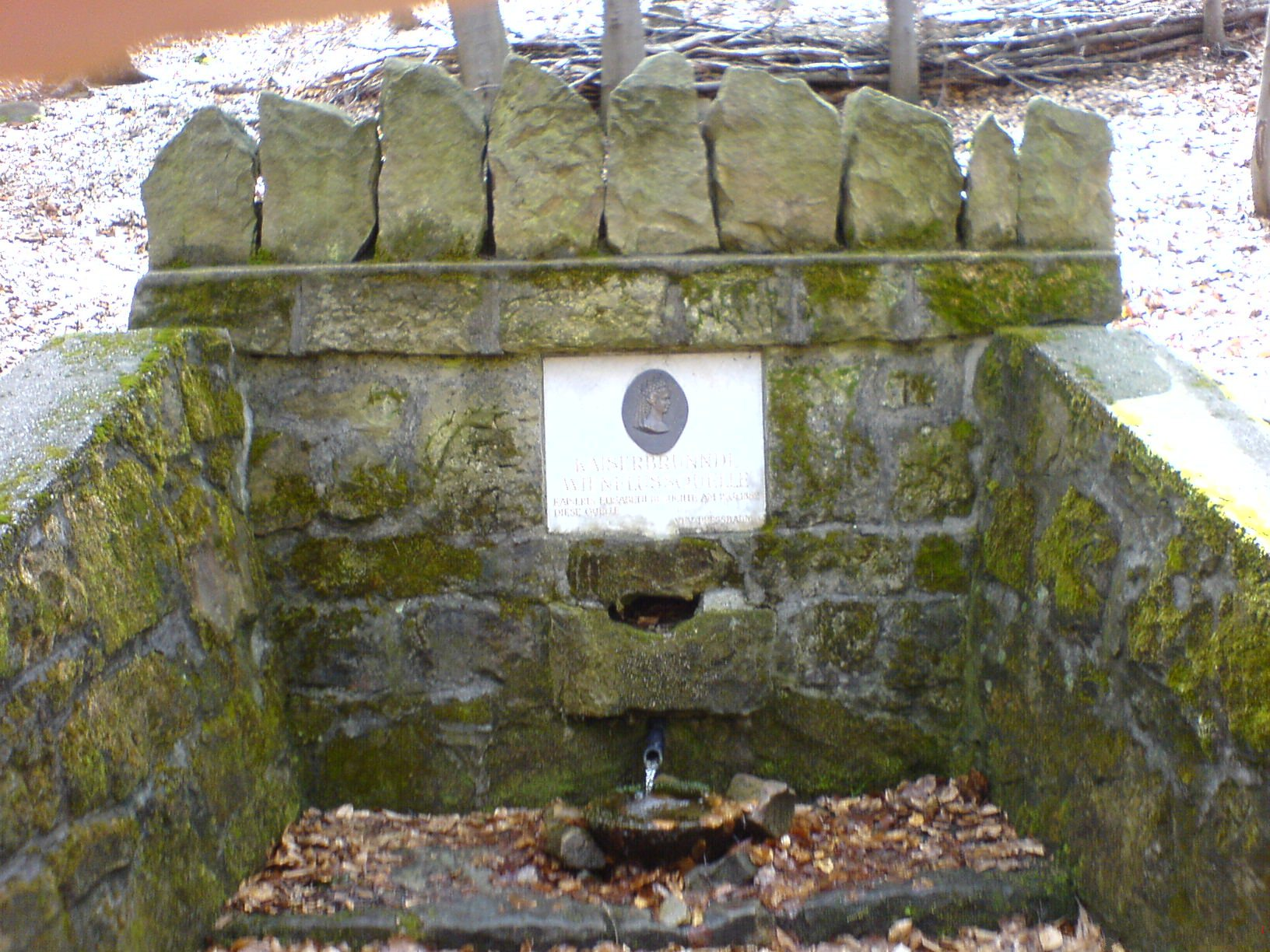
빈 강변에 있는 Kaiserbrünndl(제국의 작은 봄). 프레스바움 근처에 위치하고 있다.
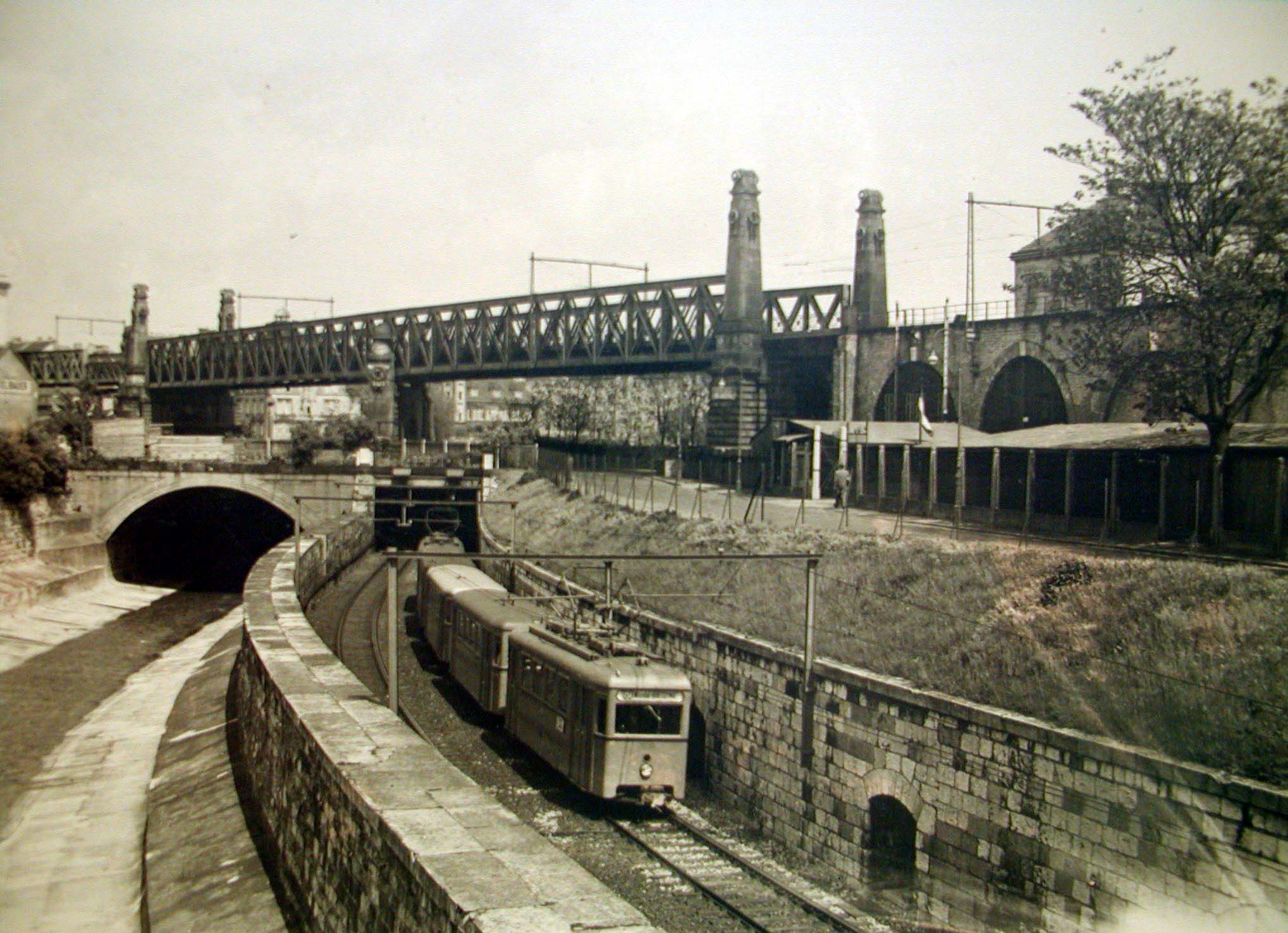
슈타트반 시대의 강
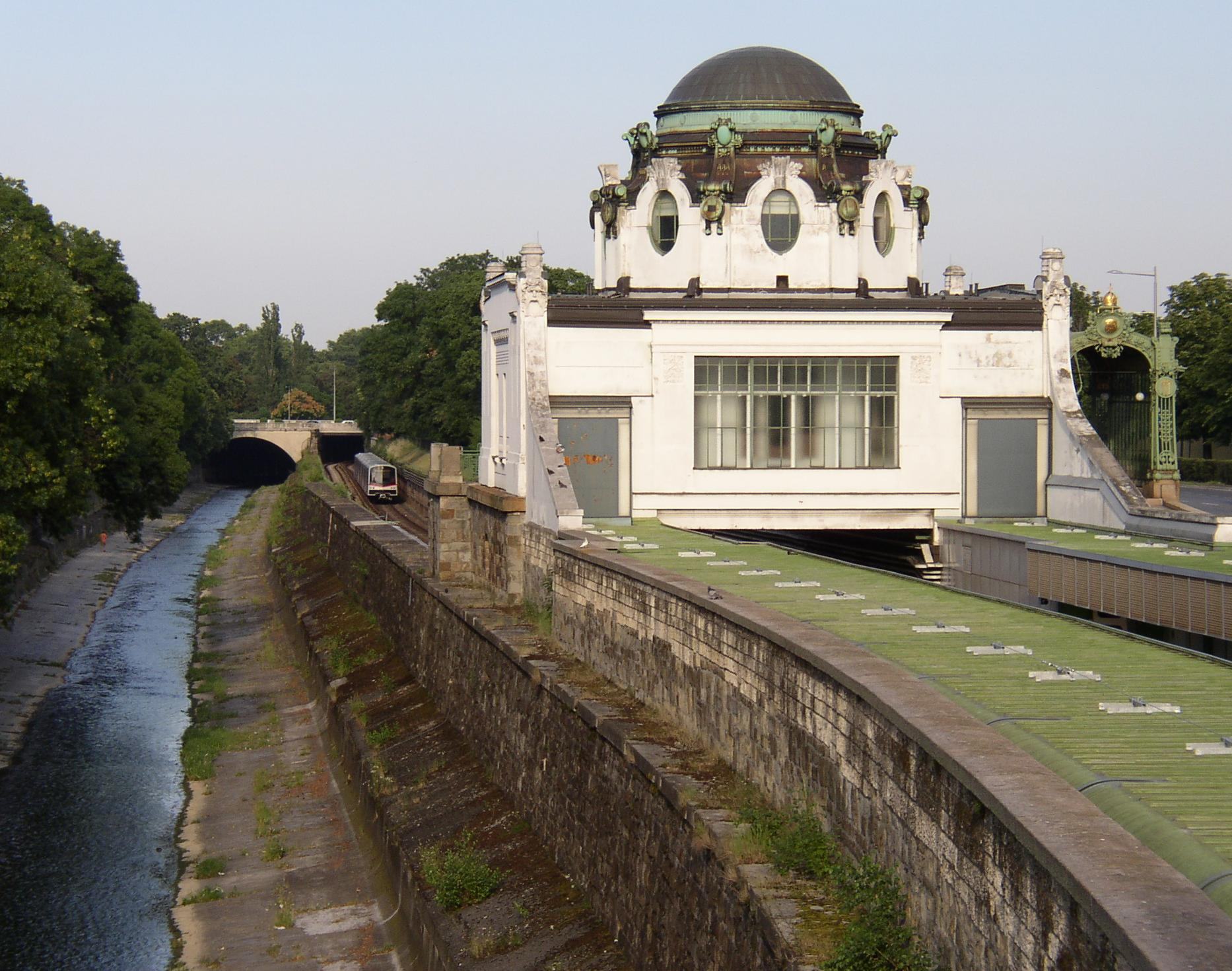
빈 지하철 4호선 근처의 강
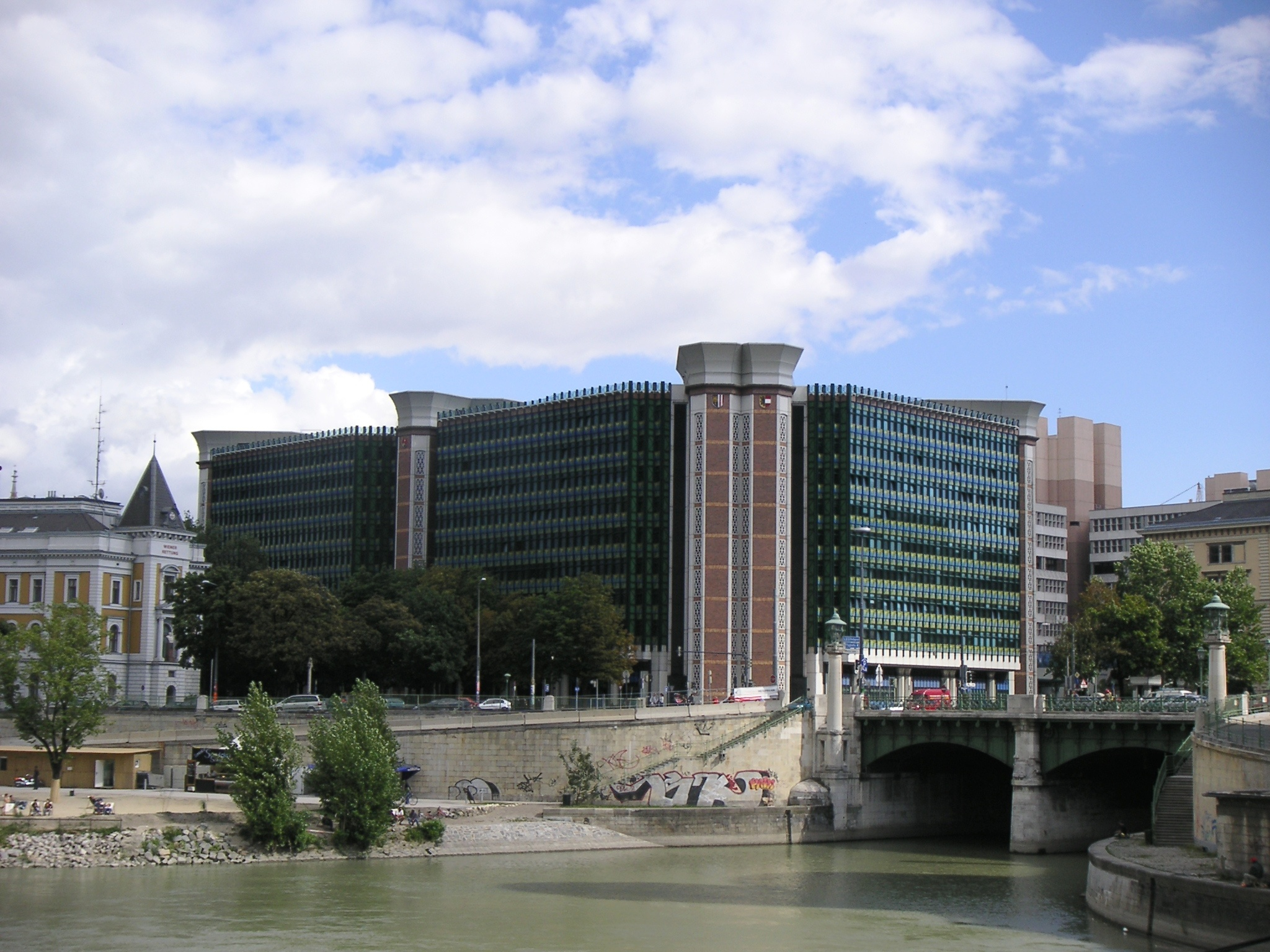
빈강